# Axfood
Axfood AB (NASDAQ OMX: AXFO) er en svensk dagligvarekoncern, der driver forretning i Sverige. Den blev etableret i år 2000 ved en fusion mellem dagligvarekæderne Hemköp, D&D Dagligvaror, Spar Sverige og Spar Inn Snabbgross. Axel Johnson AB ejer 50,1 % af aktierne.
Koncernen driver dagligvarekæderne Willys, Hemköp og Axfood Snabbgross. De driver også et kontraktligt samarbejde med dagligvarekæderne Handlar'n, Direkten og Tempo.
De har grossistforretning gennem Dagab og Axfood Närlivs. 
Axfood's har private labels med mærker som Willys, Hemköp, Axfood Snabbgross, Garant, Eldorado, Såklart, Prime patrol, Minstingen, Falkenberg Seafood og Fixa.